# Nationaldenkmal Viktor Emanuels II.

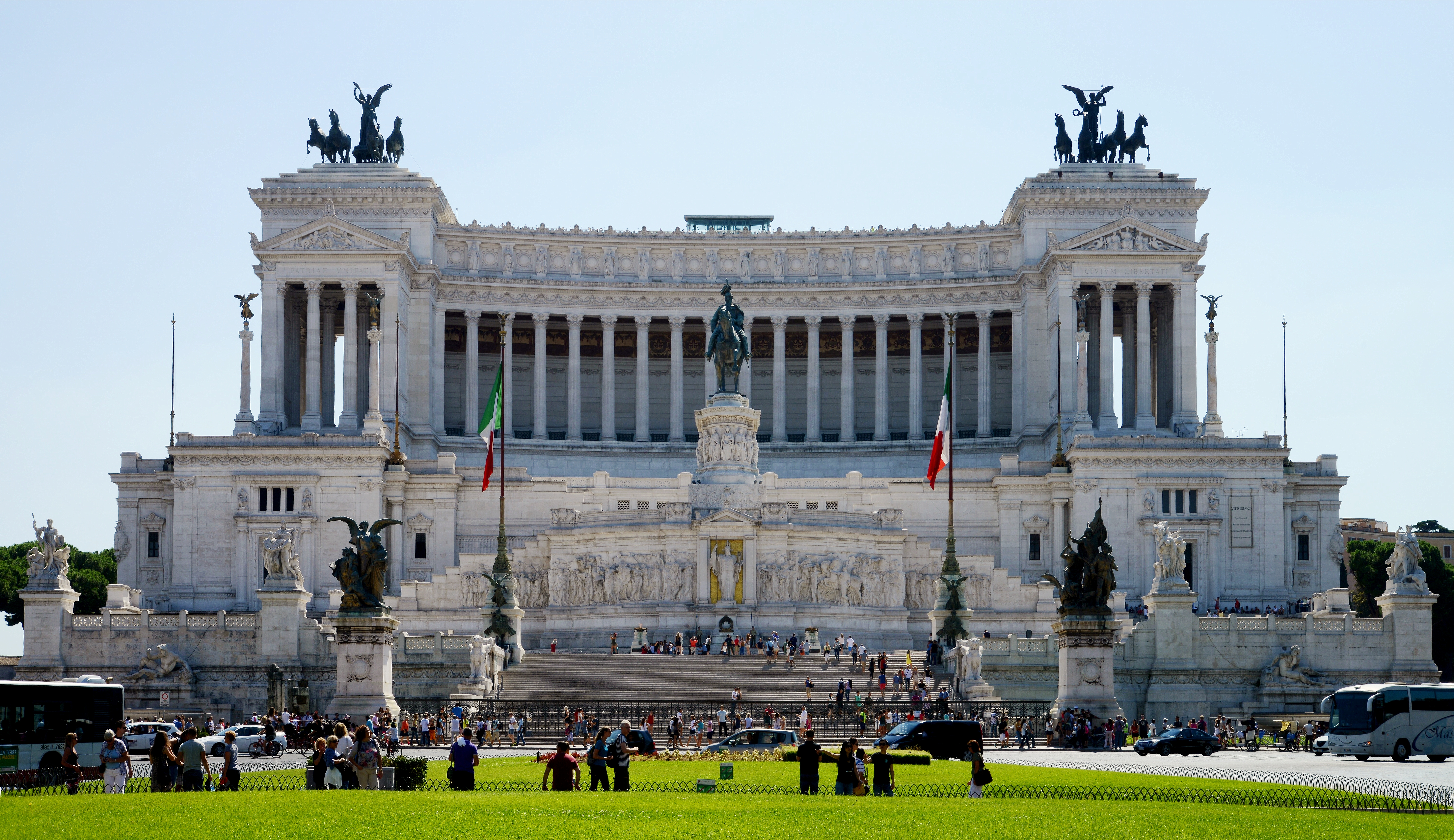
Das Nationaldenkmal Viktor Emanuels II.

Das Nationaldenkmal Viktor Emanuels II. (italienisch Monumento nazionale a Vittorio Emanuele II), umgangssprachlich auch Vittoriano oder Altare della Patria („Altar des Vaterlandes“) genannt, ist ein Nationaldenkmal in Rom, das zu Ehren Viktor Emanuels II., des ersten Königs des vereinigten Italien, errichtet wurde. Das 1885 von Giuseppe Sacconi entworfene Monument wurde 1911 eingeweiht und erst 1927 fertiggestellt. Es liegt in der Achse der Via del Corso an der Piazza Venezia neben dem Trajansforum und zählt zu den Nationalsymbolen Italiens. Im Denkmal befindet sich das Museo del Risorgimento, das an die italienische Einigung im 19. Jahrhundert erinnert.

## Beschreibung

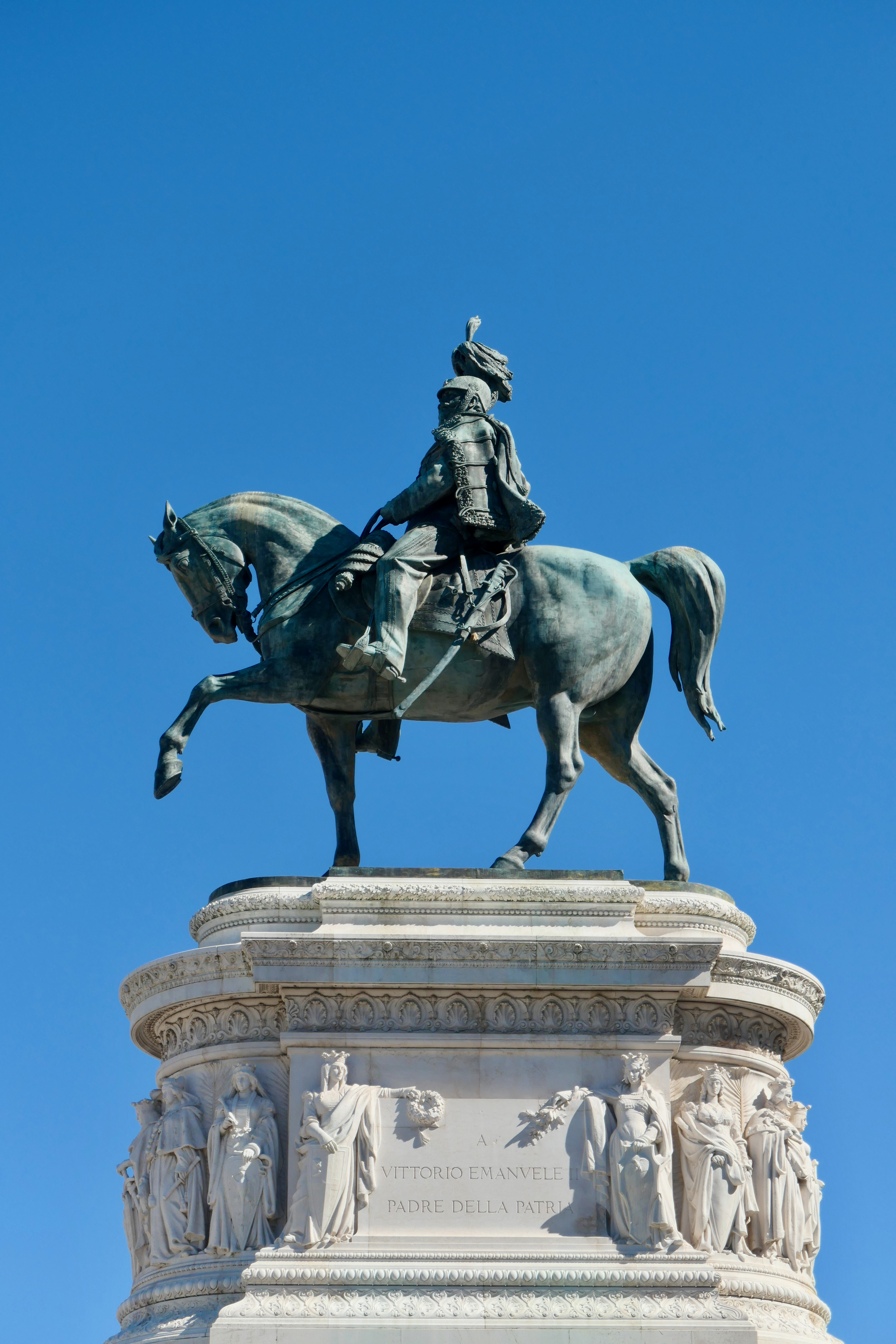
Die Reiterstatue Viktor Emanuels II.

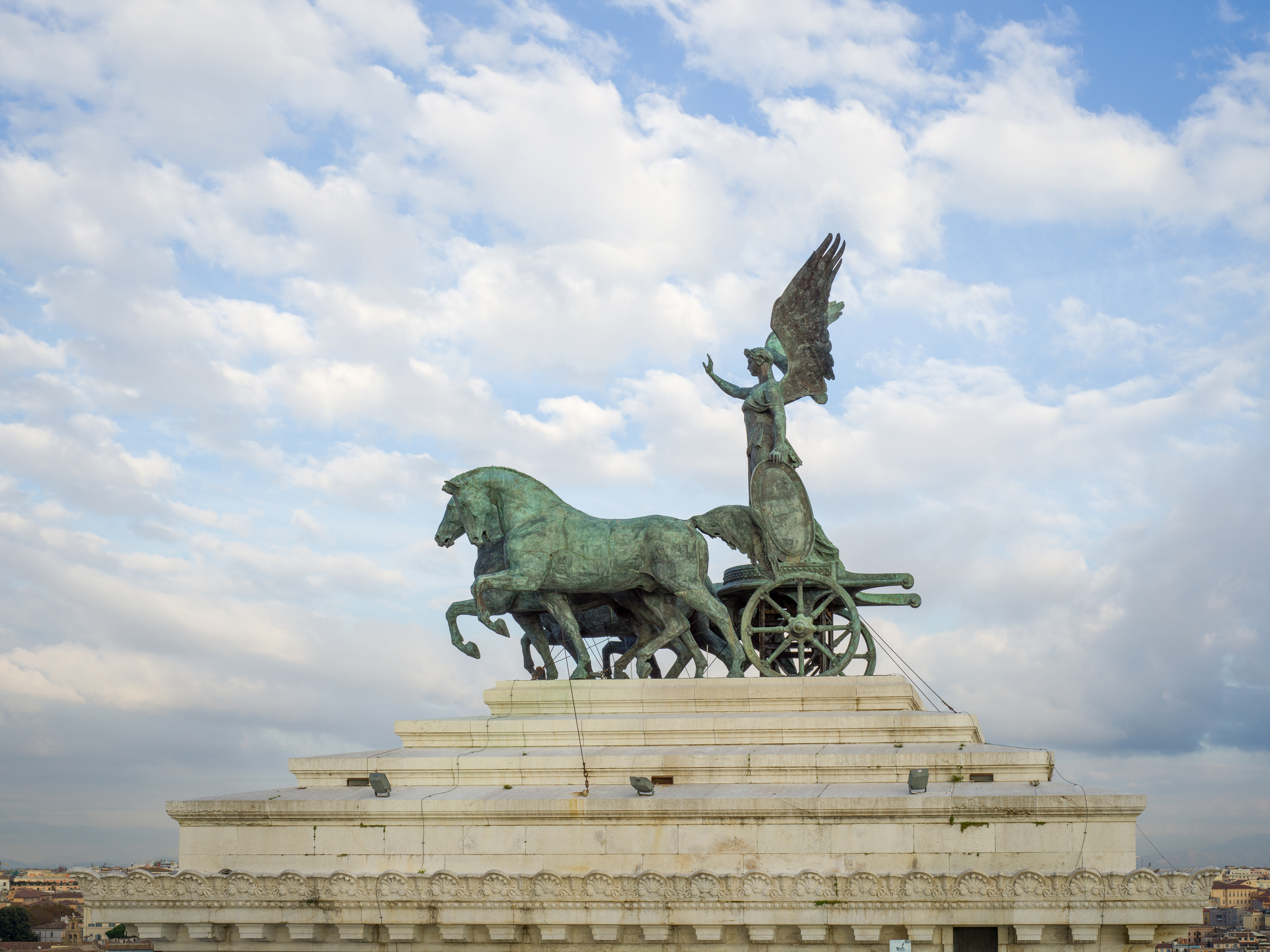
Die Quadriga der Einheit

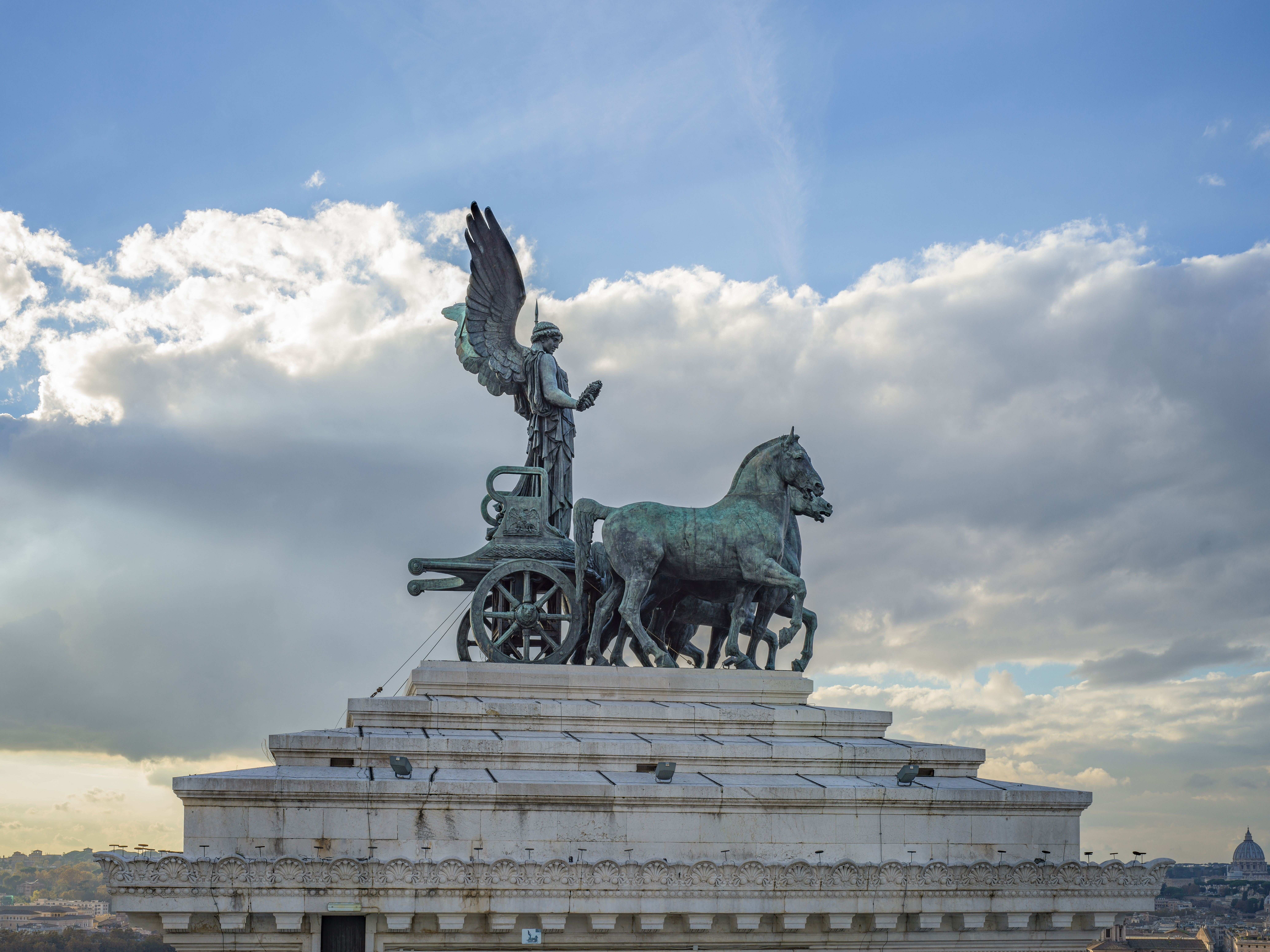
Die Quadriga des Sieges

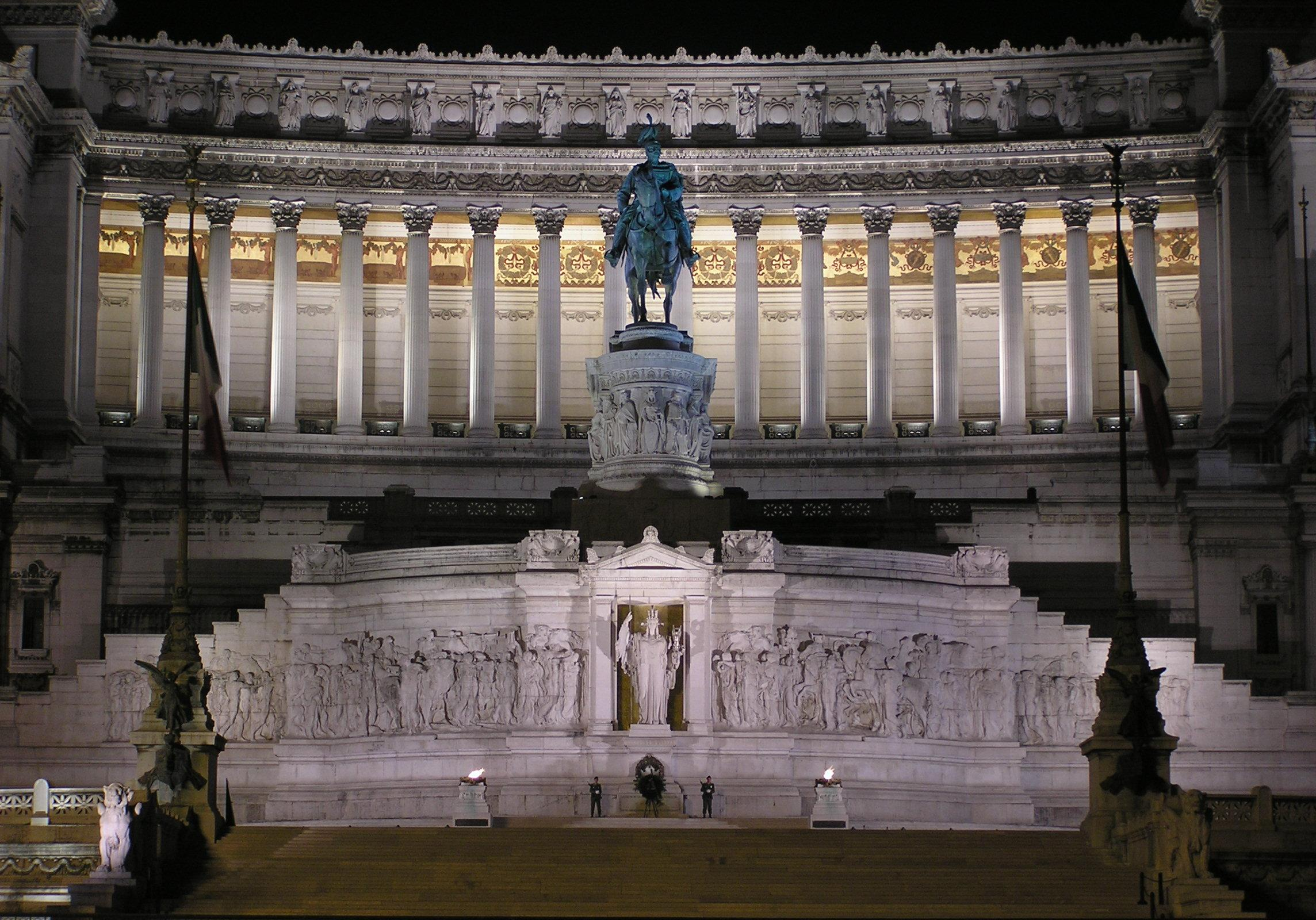
Bei Nacht

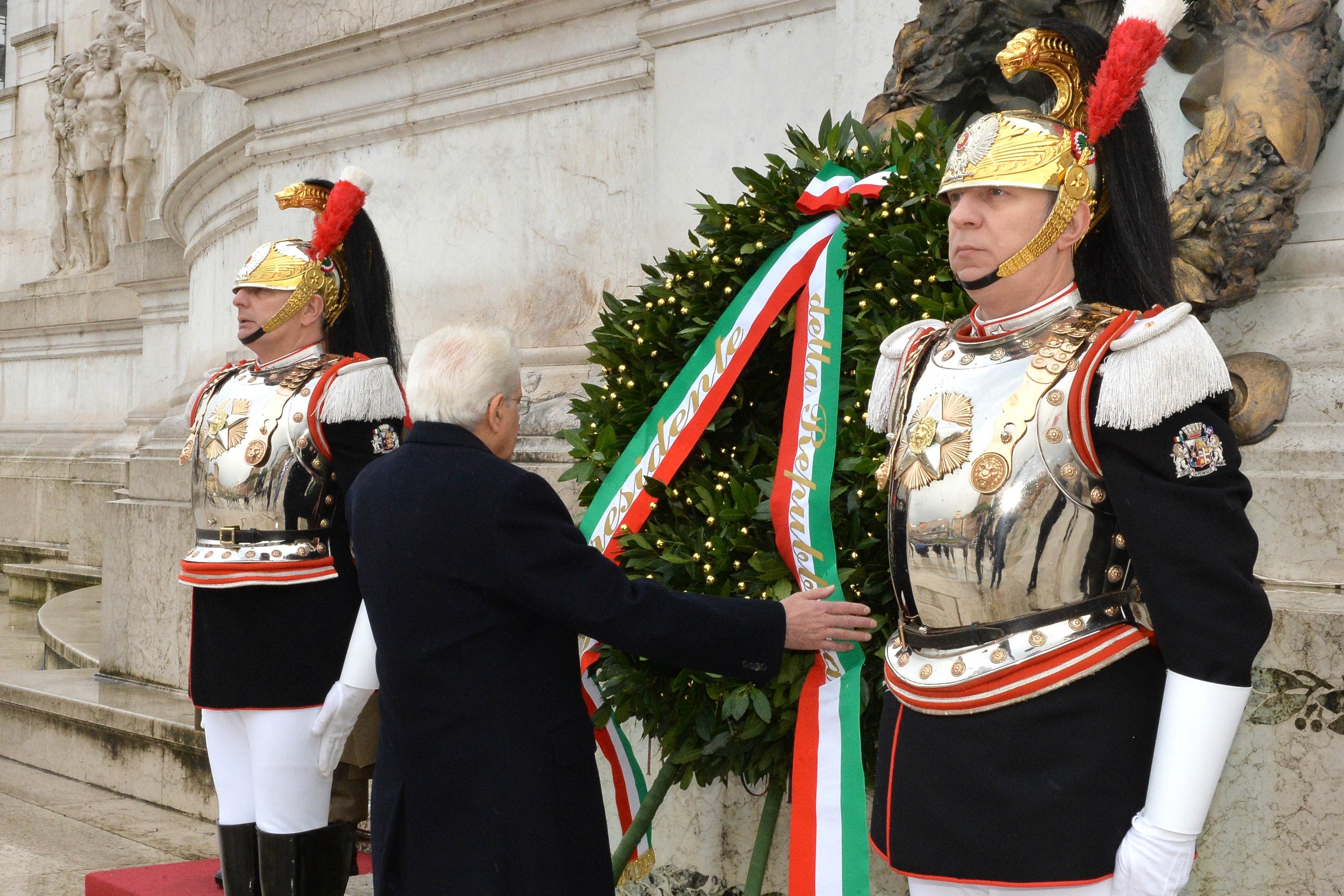
Das Grabmal des unbekannten Soldaten

Anlässlich des Todes von König Vittorio Emanuele II. im Jahr 1878 wurde die Errichtung des Denkmals beschlossen und hierzu ab 1882 ein internationaler Architektur-Wettbewerb durchgeführt, den Henri-Paul Nénot gewann. Aus einem ab 1883 durchgeführten zweiten Wettbewerb gingen die Architekten Manfredo Manfredi, Giuseppe Sacconi und Bruno Schmitz als gleichrangige Sieger hervor. Nach einem dritten Wettbewerb bis zum Sommer 1884 wurde der Bauauftrag dem finalen Gewinner Sacconi zugesprochen. Dieser errichtete das Monument ab 1885 aus weißem Marmor, aber erlebte dessen Fertigstellung ob seines Todes im Jahr 1905 nicht mehr. 1911 fand die Einweihung des noch unfertigen Denkmals anlässlich des 50. Jahrestages der italienischen Einigung statt. Die Fertigstellung erfolgte erst 1927. Das Denkmal spiegelt die neoklassizistische Stimmung dieser Zeit, die sich in den wuchtigen Marmortreppen, einem zwölf Meter hohen und 50 t schweren bronzenen Reiterstandbild des Königs und einer monumentalen Säulenreihe am oberen Ende manifestiert. Dieser Portikus ist mit einem ornamentalen Fries aus Temperafarben bemalt. Das gigantische Bauwerk stellt sich quer vor die mit 80 Metern Länge nicht kleine Basilika Santa Maria in Aracoeli, die dergestalt, der Gründungsabsicht entsprechend, ebenso wie die dahinterliegenden Gebäude sowohl von der Piazza Venezia als auch von der Piazza della Repubblica aus nicht mehr zu sehen ist. In deutschen Reiseführern wird gern behauptet, die Römer nennten es scherzhaft „Schreibmaschine“.
Am 12. Dezember 1969 wurde um halb sechs Uhr nachmittags mit zwei im Abstand von zehn Minuten gezündeten Bomben ein Anschlag auf das Denkmal verübt. Zeitgleich fand in Mailand der Bombenanschlag auf der Piazza Fontana statt. Durch den Anschlag wurde niemand verletzt, jedoch blieb der Vittoriano danach für die folgenden Jahrzehnte für die Öffentlichkeit geschlossen. Erst am 24. September 2000 wurde aufgrund einer Initiative des damaligen Präsidenten der Republik Italien, Carlo Azeglio Ciampi, wieder Publikumsverkehr zugelassen.
Wie bei vielen nationalen Denkmälern üblich, findet sich auch am Viktor-Emanuels-Denkmal ein Grabmal des unbekannten Soldaten. Am 4. November 1921 wurde ein Leichnam des unbekannten Soldaten im Denkmal unterhalb einer Göttinnen-Skulptur beigesetzt; über dieser Grabstätte dominiert das mächtige Reiterstandbild. Am Grabmal des unbekannten Soldaten befindet sich die ewige Flamme, bei der zwei Soldaten Schicht um Schicht Tag und Nacht die Ehrenwache halten. Der Blick geht vom Plateau mit dem hohen Reiterstandbild weit über das Forum Romanum, die Kaiserforen im Südosten und weiter über die Stadt Rom.
Die Architektur des Vittoriano wird bestimmt von einer monumentalen korinthischen Portikus, die an ihren Seiten mit ebenfalls korinthischen Pronai abgeschlossen wird. Der Rhythmus der Säulen verleiht dem wuchtigen und im Detail sehr komplexen Bauwerk Einfachheit. Im städtebaulichen Kontext entfaltet es aufgrund seiner Größe eine bauliche Dynamik, die sich aus dem Bezug des Bauwerks zu den sich auf der Piazza Venezia kreuzenden Straßenachsen und aus dem Kontrast zur niedrigeren umgebenden Architektur ergibt.
Sacconi bezieht sich mit seiner Architektur auf antike Monumente wie den Pergamonaltar und das Heiligtum der Fortuna Primigenia in Palestrina. Entsprechend ist das Denkmal als ein großes neoklassizistisches Forum angelegt. Seine über mehrere Ebenen verteilten Terrassen und die Präsenz einer an klassischen Versatzstücken reichen Architektur stellen inmitten der Ruinen des antiken Rom einen symbolischen Bezugsrahmen für das noch junge Italien her.
Zum Zeitpunkt seiner Einweihung im Jahre 1911 zeigt es im Gegenlicht zu einigen ausländischen Pavillons der Weltausstellung in Turin, wie etwa dem Josef Hoffmanns für Österreich, wie sehr die Architektur zu diesem Zeitpunkt noch der akademischen Tradition des Historismus und Eklektizismus verbunden ist.
Das Reiterstandbild des Königs ist ein Werk des Bildhauers Enrico Chiaradia. Auf der Spitze des Vittoriano steht eine Quadriga.
Innerhalb des Gebäudes befindet sich das Museo del Risorgimento, mit dem Eingang in der Via di San Pietro in Carcere, das eine Dauerausstellung zu den Italienischen Unabhängigkeitskriegen beherbergt. Die Truppenfahnen aufgelöster italienischer Militärverbände sowie die Schiffsflaggen außer Dienst gestellter Kriegsschiffe werden hier ausgestellt (Sacrario delle Bandiere). Darüber hinaus ist eine kleine marinehistorische Sammlung zu sehen. Im September 2009 eröffnete außerdem das Nationalmuseum zur italienischen Emigration (Museo Nazionale dell’Emigrazione Italiana). Es zeigt die italienische Emigration vom Ende des 19. Jahrhunderts bis in die Gegenwart.